# Governo Orbán V
Il Governo Orbán V è il 74° e attuale esecutivo dell'Ungheria, in carica dal 24 maggio 2022.

## Storia

### Formazione e modifiche nell’assetto
Esso, formatosi in seguito al risultato delle elezioni parlamentari del 2022, è guidato, come i precedenti tre governi, dal Primo ministro Viktor Orbán, riconfermato per un ulteriore mandato, rendendo questo il suo quarto mandato consecutivo e quinto governo da lui guidato.
La compagine di governo è grossolanamente simile al Governo Orbán IV, tranne per alcune eccezioni minori e varie modifiche dicasteriali, tra cui, l’abolizione del
- “Ministero delle risorse umane”;
- “Ministero dell'innovazione nazionale e della tecnologia”;
- “Ministero per la programmazione, la costruzione e l'affidamento dei due nuovi blocchi alla Centrale nucleare di Paks”;
- “Ministero per la gestione del benessere nazionale”;
- “Ministero della famiglia”;

e l’istituzione del:
- “Ministero della Cultura e dell'Innovazione”;
- “Ministero dell'Industria e della Tecnologia”;[N 2]
- “Ministero dello Sviluppo Economico”;
- “Ministero delle Costruzioni e degli Investimenti”.

Infine, le competenze sulla salute e l’istruzione (inserite precedentemente nell’ormai soppresso super-dicastero “delle risorse umane”) sono state assunte dal Ministero dell’Interno.

## Compagine di governo

### Appartenenza politica
L'appartenenza politica dei membri del Governo alla sua formazione è la seguente:
| Partito | Partito                                       | Presidente | Ministri | Totale |
| ------- | --------------------------------------------- | ---------- | -------- | ------ |
|         | Fidesz - Unione Civica Ungherese (FIDESZ)     | 1          | 8        | 9      |
|         | Indipendenti (IND)                            | —          | 4        | 4      |
|         | Partito Popolare Cristiano Democratico (KDNP) | —          | 2        | 2      |
| Totale  | Totale                                        | 1          | 15       | 16     |

### Situazione parlamentare
| Camera              | Collocazione          | Partiti                                            | Seggi     |
| ------------------- | --------------------- | -------------------------------------------------- | --------- |
| Assemblea nazionale | Maggioranza/App. est. | Fidesz - KDNP (135) Appoggio esterno: MNOÖ/LdU (1) | 136 / 199 |
| Assemblea nazionale | Opposizione           | EM (57), MHM (6)                                   | 63 / 199  |

## Composizione
Fidesz - Unione Civica Ungherese (FIDESZ)
     Partito Popolare Cristiano Democratico (KDNP)
     Indipendenti (di area Fidesz - Unione Civica Ungherese)
     Indipendenti
| Ufficio del Primo ministro                                                        | Ufficio del Primo ministro | Ufficio del Primo ministro | Ufficio del Primo ministro                              | Ufficio del Primo ministro |
| Carica                                                                            | Titolare                   | Titolare                   | Titolare                                                | Partito                    |
| --------------------------------------------------------------------------------- | -------------------------- | -------------------------- | ------------------------------------------------------- | -------------------------- |
| Primo ministro                                                                    |                            |                            | Viktor Orbán                                            | Fidesz                     |
| Primo Vice Primo ministro                                                         |                            |                            | Zsolt Semjén                                            | KDNP                       |
| Secondo Vice Primo ministro                                                       |                            |                            | Mihály Varga                                            | Fidesz                     |
| Ufficio del Primo ministro                                                        |                            |                            | Gergely Gulyás                                          | Fidesz                     |
| Ufficio del Gabinetto del Primo ministro                                          |                            |                            | Antal Rogán                                             | Fidesz                     |
| Ministeri senza portafoglio                                                       |                            |                            |                                                         |                            |
| Ministri                                                                          | Ministri                   | Ministri                   | Ministri                                                | Partito                    |
| Politiche Nazionali, Affari e Diplomazia Ecclesiastica e Politiche di Nazionalità |                            |                            | Zsolt Semjén                                            | KDNP                       |
| Ministeri                                                                         |                            |                            |                                                         |                            |
| Ministri                                                                          | Ministri                   | Ministri                   | Ministri                                                | Partito                    |
| Finanze                                                                           |                            |                            | Mihály Varga                                            | Fidesz                     |
| Interno                                                                           |                            |                            | Sándor Pintér                                           | Indipendente               |
| Affari Esteri e Commercio                                                         |                            |                            | Péter Szijjártó                                         | Fidesz                     |
| Giustizia                                                                         |                            |                            | Judit Varga Fino al 31/07/2023                          | Fidesz                     |
| Giustizia                                                                         |                            |                            | Bence Tuzson Dal 01/08/2023                             | Fidesz                     |
| Economia Nazionale                                                                |                            |                            | Márton Nagy                                             | Indipendente               |
| Tecnologia ed Industria (soppresso)                                               |                            |                            | László Palkovics Fino all’11/11/2022                    | Indipendente               |
| Tecnologia ed Industria (soppresso)                                               |                            |                            | Viktor Orbán (ad interim) Dall’11/11/2022 al 01/12/2022 | Fidesz                     |
| Energia (istituito)                                                               |                            |                            | Csaba Lantos Dal 01/12/2022                             | Indipendente               |
| Agricoltura                                                                       |                            |                            | István Nagy                                             | Fidesz                     |
| Difesa                                                                            |                            |                            | Kristóf Szalay-Bobrovniczky                             | Indipendente               |
| Pubblica Amministrazione e Sviluppo del Territorio                                |                            |                            | Tibor Navracsics                                        | Fidesz                     |
| Pubblica Amministrazione e Sviluppo del Territorio                                | KDNP                       |                            | Tibor Navracsics                                        |                            |
| Cultura ed Innovazione                                                            |                            |                            | János Csák Fino al 10/06/2024                           | Indipendente               |
| Cultura ed Innovazione                                                            |                            |                            | Balázs Hankó Dal 10/06/2024                             | Indipendente               |
| Costruzioni e Trasporti                                                           |                            |                            | János Lázár                                             | Fidesz                     |
| Affari dell'Unione europea (istituito)                                            |                            |                            | János Boka Dal 01/08/2023                               | Indipendente               |

### Esplicative
1. 1 2  Viktor Orbán ha giurato come primo ministro il 16 maggio 2022, dopo aver ricevuto la fiducia da parte dell’Assemblea Nazionale. La data del 24, quindi, si riferisce al giuramento dei restanti ministri, i quali, avendo la fiducia automaticamente accordata (in quanto già  precedentemente accordata al primo ministro), ai sensi della sezione “Il Governo”, Art.16, § (7) della Costituzione Ungherese (Fonte: Testo della Costituzione Ungherese in vigore (PDF), su licodu.cois.it.), sono entrati in carica in tale giorno, rendendo effettivamente operativo il nuovo governo da tale data.
2. ↑  In seguito soppresso, in data 1º dicembre 2022, per istituire il “Ministero dell’Energia”
3. 1 2  Di cui uno è anche Vice primo ministro ed uno è un Indipendente affiliato.
4. ↑  Di cui:
  - Fidesz (117);
  - KDNP (18).
5. ↑  Comprende:
  - DK (15);
  - MM (10);
  - MSZP (10);
  - Jobbik (7) - fino al 2023;
  - PM (6);
  - LMP (5);
6. ↑  Ministero senza portafoglio fino al 31/12/2022; dal 01/01/2023 al 31/12/2023 fu rinominato Ministro dello Sviluppo Economico per poi passare alla denominazione attuale dal 01/01/2024.
7. 1 2  Di area Fidesz.
8. ↑  Il Primo Ministro ha assunto le funzioni del dicastero momentaneamente, nel mentre che il nuovo “Ministero dell’Energia” si costituisse; al termine di tale periodo, il dicastero è stato soppresso.
9. ↑  Ministro senza portafoglio fino al 31/12/2023 con la denominazione di Ministro dello Sviluppo del Territorio.
10. ↑  Fino al 2022.
11. ↑  Dal 2022.
12. ↑  Fino al 30/11/2022, “Ministero della Costruzioni e degli Investimenti”.
13. ↑  Dicastero istituito il 31/07/2023, assumendo le competenze e funzioni del “Responsabile degli affari dell'Unione europea”, un segretariato del Ministero della Giustizia.

### Bibliografiche
1. ↑   Aron Coceancig, IL QUINTO GOVERNO ORBÁN: STABILITÀ E CRESCITA ECONOMICA GLI OBIETTIVI, Ungheria News, 17 maggio 2022. URL consultato il 24 maggio 2022.